# Charles Knowles, 1. Baronet

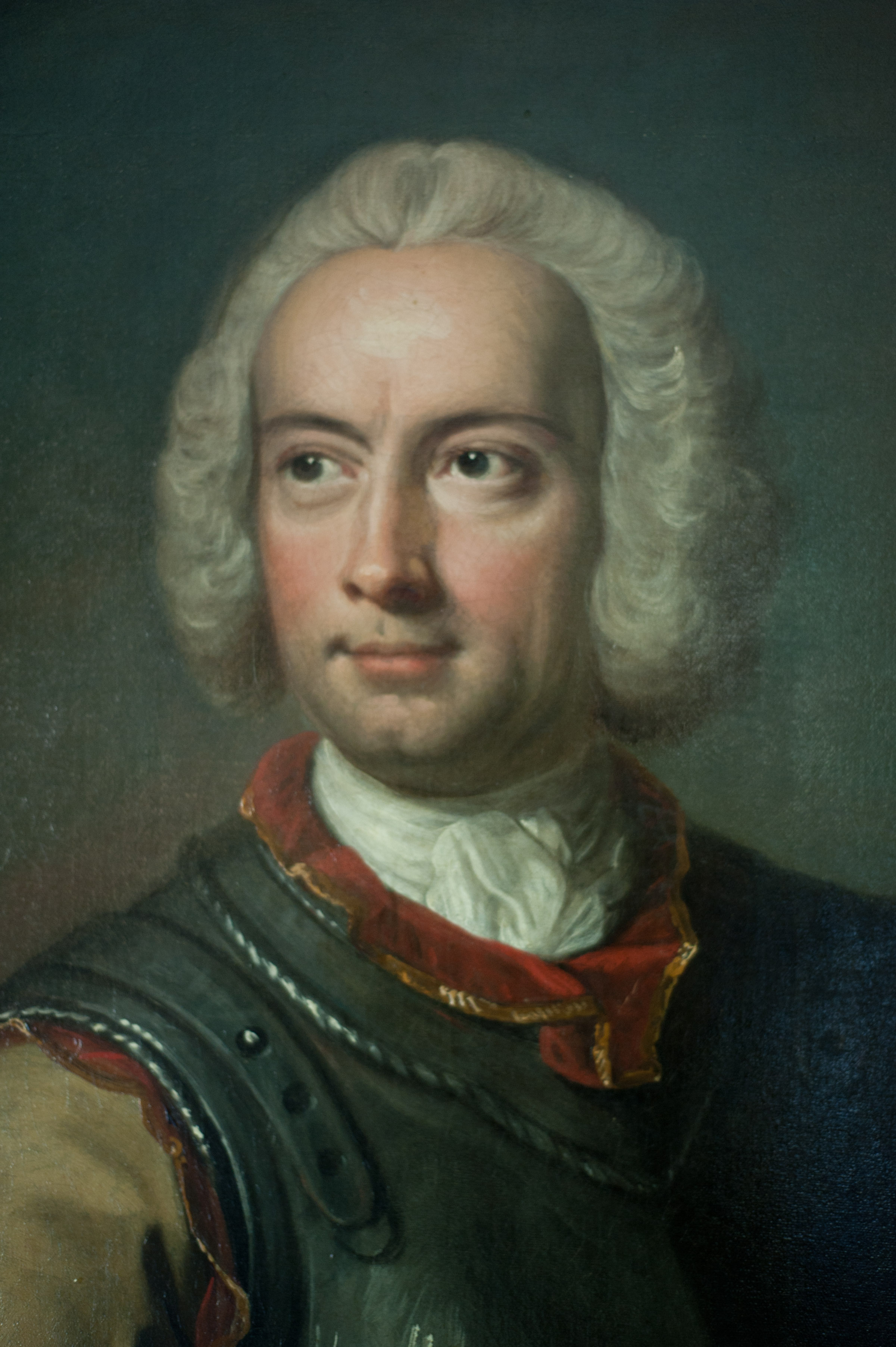
Sir Charles Knowles, 1. Baronet

Sir Charles Knowles, 1. Baronet (* um 1704 in London; † 9. Dezember 1777 in Guildford, Surrey) war ein britischer Marineoffizier, zuletzt im Rang eines Admiral of the White.

## Herkunft
Knowles war ein unehelicher Sohn des Charles Knollys (1662–1740) aus dessen Beziehung mit Elizabeth Price. Sein Vater war ein Enkel des William Knollys, 1. Earl of Banbury. Knowles Vater und Großvater beanspruchten, letztlich wegen der illegitimen Geburt des Großvaters erfolglos, den Titel des 3. bzw. 4. Earl of Banbury.
Charles Knowles war ein Ururenkel des Francis Knollys (1514–1596), der Minister unter Königin Elisabeth I. und einer der Bewacher der schottischen Königin Maria Stuart war.

## Karriere
Knowles machte Karriere bei der Royal Navy, in die er 1718 eintrat. 1730 wurde er zum Lieutenant, 1732 zum Commander und 1737 zum Captain befördert. 1741 nahm er an der Belagerung Cartagenas teil. Von 1745 bis 1748 hatte er das Amt des Gouverneurs von Louisbourg in Nova Scotia inne. 1747 wurde er zum Rear-Admiral of the White und 1748 zum Rear-Admiral of the Red befördert. Von 1749 bis 1752 war er als Abgeordneter für das Borough Gatton in Surrey Mitglied des House of Commons. Von 1752 bis 1756 war er Gouverneur von Jamaika. 1755 wurde er zum Vice-Admiral of the Red befördert. Er stieg schließlich 1760 in den militärischen Rang eines Admiral of the White auf. Am 31. Oktober 1765 wurde ihm in der Baronetage of Great Britain der erbliche Adelstitel Baronet, of Lovell Hill in the County of Berks verliehen. 1770 wurde er auf eigenes Gesuch im Alter von 66 Jahren aus der Royal Navy entlassen.
Von 1770 bis 1774 war er General-Intendant der russischen Admiralität unter Kaiserin Katharina der Großen. Als solcher trieb er verantwortlich den Ausbau der russischen Flotte voran, die erfolgreich im Russisch-Türkischen Krieg eingesetzt wurde. In der Seeschlacht von Çeşme vom 5. bis 7. Juli 1770 konnte der osmanischen Flotte eine vernichtende Niederlage durch die Kaiserlich Russische Marine beschert werden. Knowles wurde im Jahre 1774 auf eigenen Wunsch im Alter von 70 Jahren in den Ruhestand entlassen, nachdem am 21. Juli 1774 der Friede von Küçük Kaynarca geschlossen worden war.

## Ehen und Nachkommen
In erster Ehe heiratete er am 23. Dezember 1740 Mary Alleyne, Tochter des damals auf Barbados lebenden britischen Juristen John Alleyne. Mit ihr hatte er einen Sohn:
- Edward Knowles (1742–1762), der bei der Royal Navy zum Captain aufstieg und als Kommandant der Peregrine im Januar 1762 bei einem schweren Sturm ertrank.

Nachdem seine Gattin Mary bereits 1742 gestorben war, heiratete Charles Knowles am 29. Juli 1750 in London in zweiter Ehe Maria Magdalena Therese de Bouget, Tochter des in Aachen lebenden kurkölnischer Hofkammerrats Henri Francis, Comte de Bouget (1684–1743) aus der Familie Bouget. Mit ihr hatte er zwei Kinder:
- Anna Charlotte Christina Knowles (1752–1839), die am russischen Hof als Hofdame von Kaiserin Katharina der Großen von Russland geführt wurde.
- Sir Charles Knowles, 2. Baronet (1754–1831), der ebenfalls Admiral der Royal Navy wurde.